# Matautu (Lefaga)
Matautu ist ein Teilort (pito-nuʻu) von Lefaga an der Südwestküste von Upolu in Samoa.

## Geographie
Der Ort liegt im Westen der Insel Upolu, im Distrikt Lefage und dem Bezirk A'ana. Die nächsten Orte sind Gagaifoolevao und Savaia. Stichstraßen verbinden den Ort an der Küste mit der Hauptstraße im Landesinnern.

## Geschichte
Der Ort diente als Drehort für den Film Rückkehr ins Paradies (Return to Paradise, 1953) mit Gary Cooper. Noch heute befindet sich in der Nähe das Return to Paradise Resort.